# Bakultala
Bakultala là một thị trấn thống kê (census town) của huyện North and Middle Andaman thuộc bang Quần đảo Andaman và Nicobar, Ấn Độ.